# Love, Day After Tomorrow
Love, Day After Tomorrow – debiutancki singel japońskiej piosenkarki Mai Kuraki, wydany 8 grudnia 1999 roku. Osiągnął 3 pozycję w rankingu Oricon i pozostał na liście przez 30 tygodni, sprzedał się w nakładzie 1 385 190 egzemplarzy. Singel zdobył status Milion.

## Lista utworów
| Nr | Tytuł                                     | Słowa      | Kompozycja       | Aranżacja                         | Czas |
| -- | ----------------------------------------- | ---------- | ---------------- | --------------------------------- | ---- |
| 1. | "Love, Day After Tomorrow"                | Mai Kuraki | Aika Ōno         | Cybersound                        | 4:05 |
| 2. | "Everything's All Right"                  | Mai Kuraki | Masataka Kitaura | Cybersound                        | 4:09 |
| 3. | "Everything's All Right" (Remix)          | Mai Kuraki | Masataka Kitaura | Cybersound Remixed by Perry Geyer | 5:10 |
| 4. | "Love, Day After Tomorrow" (Instrumental) |            | Aika Ōno         | Cybersound                        | 4:05 |

## Notowania
| Lista                        | Pozycja |
| ---------------------------- | ------- |
| Oricon Daily Singles Chart   | 18      |
| Oricon Weekly Singles Chart  | 2       |
| Oricon Monthly Singles Chart | 8       |
| Oricon Yearly Singles Chart  | 4       |